# María Cecilia Piazza
María Cecilia Piazza (Lima, 1956 - 6 de septiembre de 2021) fue una fotógrafa peruana residente en Lima. Estudió de pintura en la Escuela Nacional de Bellas Artes de Lima y construyó una trayectoria en fotoperiodismo. El trabajo de María Cecilia Piazza estuvo vinculado a Inter-Foto —agencia del semanario Amauta— y a Secuencia Foto Galería, a través del fotógrafo Fernando La Rosa.

## Educación y primeros años
Piazza descubre la fotografía por medio de una cámara Leica perteneciente a su padre, interés que refuerza al conocer el trabajo del fotógrafo peruano Mariano Zuzunaga. Ingresa en 1975 a la Pontificia Universidad Católica del Perú, a la Facultad de Letras y Humanidades, en donde estudia Letras y un año de Literatura. Durante esos años, comenzó a hacer fotoperiodismo para movimientos universitarios. En 1978 hace un traslado a la Escuela Nacional de Bellas Artes de Lima para estudiar pintura y empieza a trabajar en Inter-Foto, colectivo que nace como parte de una iniciativa de un grupo de jóvenes fotógrafos, muchos de ellos militantes de Vanguardia Revolucionaria (VR), quienes publicaban sus imágenes en Amauta, el Semanario de los Pueblos Jóvenes y de los Trabajadores. Por ese tiempo, forma parte del taller de fotografía del fotógrafo peruano Fernando La Rosa, y toma contacto con Secuencia Foto Galería.
En 1982, viaja a los Estados Unidos para estudiar fotografía en Parsons School of Design en Nueva York. En 1985, finaliza sus estudios como Bachiller en Arte con especialidad en Fotografía. En 1990 regresa a Estados Unidos para llevar unos cursos en grabado, radicando en Nueva York y Boston.

## Trayectoria
En 1979, la Galería Plus Image, en Suiza, invitó a María Cecilia para presentar una individual de fotoperiodismo. Al finalizar sus estudios en Nueva York, en la Parsons School of Design, presenta Angels of the Dark World como trabajo de tesis. Una serie de fotografías realizadas en el metro de Nueva York el cual la artista relaciona con " un mundo oculto bajo la tierra, lleno de pasillos, trenes y escaleras (...) el movimiento constante de seres incorpóreos, fantasmales, me capturó y pasaba horas observándolo. Ese mismo trabajo fue exhibido en la Galería Forum de Lima y en la III Bienal de Trujillo, en Perú.
 

Gracias a sus prácticas en la fotoserigrafía y el fotograbado, en 1997 presentó una serie llamada Nuestra Mujer en la IV Bienal de La Habana, en Cuba. Además, Piazza ha participado en numerosas Bienales y colectivas, tanto en Lima como en el extranjero. Su trabajo ha sido expuesto en Guadalajara, Madrid, París, Quito, Sao Paulo, Caracas, San Juan, Santiago, Houston, Nueva York, La Habana y Washington. 
"Yo utilizo todo. Para mí el proceso fotográfico comprende desde el instante en que disparas, hasta la foto final. En el camino, malogro mucho de lo hecho y el resultado es algo completamente distinto a lo que estaba previsto. Mi conclusión es que en todo ello hay una suerte de magia, controlable en cierta medida." - María Cecilia Piazza 
En el 2015, participó de la exposición 45 Fotógrafas Peruanas en el Centro Cultural Inca Garcilaso, organizada por Mario y María Acha. Un año después, participó de la séptima edición de la feria de fotografía Lima Photo, junto a otros reconocidos fotógrafos peruanos como María Acha Kutscher, Héctor Delgado, Roberto Fantozzi, Flavia Gandolfo, Lorena Noblecilla, entre otros. Además de su trabajo artístico, se dedicó a la fotografía publicitaria y comercial.
En relación con su trabajo como fotoperiodista, María Cecilia Piazza trabajó en las revistas peruanas Amauta, Quehacer, Ideéle y Debate, revista perteneciente al grupo editorial Hispanic Pulse. 
Su obra forma parte de la colección de instituciones de gran relevancia, como el Museo de Arte de Lima y el Texas Humanities Resource Center, en Texas.

## Exposiciones individuales
En el 2010, la Galería Germán Krüger Espantoso del Instituto Cultural Peruano Norteamericano reunió su obra más icónica y relevante en la exposición individual Percepciones, la cual comprende su producción fotográfica entre 1975 y 2010: 
- Fotoperiodismo (1975 - 1993)
- Ángeles de la oscuridad (1983 - 1984)
- Ángeles de La Luz (1994 - 1995)
- La Habana (1997)
- Cuerpos (1994 - 2010)
- Huaico (1989 - 2010)
- Historias Íntimas (2007)
- Irak. La Carretera. Cuidados Intensivos (2010)

Además, sus exposiciones individuales como por ejemplo, "Retratos" fueron exhibidas en la Galería Forum en Lima, en 1982 y Galería Plus Image en Laussane, Suiza en 1981.

## Exposiciones colectivas destacadas
2014
- Urbes Mutantes: Latin American Photography 1944–2013, en el International Center of Photography, New York City, United States.

2006
- Miradas de fin de siglo. Revelaciones: Poéticas apocalípticas en el arte peruano, en Museo de Arte de Lima, Perú.

Durante la década de los 90 su obra "El Espejo Oscuro" fue presentando en diversas exposiciones colectivas: II Mes Internacional de la Fotografía en Sao Paulo, Brasil en 1995, en el Encuentro Interamericano de Artistas Plásticos en el Museo de las Artes de la Universidad de Guadalajara, México en 1994, en el Encuentro de Fotografía - Bienal de Sao Paulo en el Museo de Arte Contemporáneo de Sao Paulo en 1993. Otra de sus obras "Imágenes del Silencio, fotografía de América Latina y Caribe en 1980" fue exhibida en el Museo de Arte Moderno de América Latina de la Organización de Estados Americanos en Whashintong D.C en EE. UU en 1989.